# Michael Ventris
Michael George Francis Ventris (12. juli 1922 – 6. september 1956) var engelsk arkitekt og sprogforsker, der dechifrerede Linear B-skriften, der bl.a. fandtes i Knossos.
Da Arthur Evans i begyndelsen af det 20. århundrede begyndte at udgrave Knossos på Kreta, fandt han bl.a. en stor mængde lertavler med en hidtil ukendt skrift. Nogle var ældre, og skriften betegnedes Linear A, mens hovedparten var af en nyere skrifttype, der blev kaldt Linear B. Evans brugte mange år på at forsøge at dechifrere teksten, men uden resultat.
På basis af iagttagelser gjort af Alice Kober kort efter Arthur Evans' død kunne Ventris gennem en kombination af forskning og gæt efterhånden afkode Linear B og konstatere, at det underliggende sprog var græsk.
Efter at have afkodet Linear B i 1951-1953 døde Ventris 34 år gammel i en bilulykke.
1. ↑  Navnet er anført på engelsk og stammer fra Wikidata hvor navnet endnu ikke findes på dansk.
2. ↑  Navnet er anført på engelsk og stammer fra Wikidata hvor navnet endnu ikke findes på dansk.